# Force d'attraction
Pour plus de détails, voir Fiche technique et Distribution.
Force d'attraction (titre original allemand : Schwerkraft) est un film policier allemand écrit et réalisé par Maximilian Erlenwein (de) et sorti en 2009,. 
Force d'attraction — qui raconte l'histoire d'un employé de banque apparemment installé qui brise les chaînes de sa vie quotidienne et devient un vagabond entre plusieurs mondes — a remporté le prix Max Ophüls en 2010,.

## Synopsis
Frederik Feinermann est un jeune employé de banque prometteur qui mène une vie ordinaire. Lorsqu'un client de banque, à qui Frederik a refusé un prêt en raison de la crise bancaire, se tire une balle devant Frederik, il craque. Avec l'ex-escroc Vince Holland, il commence à vivre un nouveau côté sombre de lui-même. Il cambriole les maisons de ses riches clients de banque et donne l'argent aux nécessiteux. La précipitation initiale de franchir les frontières sociales se transforme rapidement en une dépendance à des sensations toujours plus grandes.

## Fiche technique
- Titre original : Schwerkraft
- Titre français : Force d'attraction
- Réalisation : Maximilian Erlenwein (de)
- Scénario : Maximilian Erlenwein
- Photographie : The Chau Ngo
- Montage : Gergana Voigt
- Musique : Jakob Ilja
- Pays d'origine : Allemagne
- Langue originale : allemand
- Format : couleur
- Genre : policier
- Durée : 97 minutes
- Dates de sortie :  
  - Canada : août 2009 (Festival du film de Montréal )

## Distribution
- Fabian Hinrichs : Frederick Feinermann
- Jürgen Vogel : Vince
- Nora Waldstätten : Nadine (comme Nora von Waldstätten)
- Thorsten Merten : Kollath
- Eleonore Weisgerber : Frau Reicherts
- Jule Böwe : Sonja
- Jeroen Willems : Reinier Grimm
- Jonas Hien : Mike
- Fahri Yardim : Chef im Lager (comme Fahri Ögün Yardim)
- Henning Peker : Herr Schneider
- Judith Engel : Frau Schneider
- Aurel Manthei : Typ auf Schrottplatz
- Simon Werner : Typ auf Parkplatz
- Natalia Bobyleva : Frau Podolski
- Rainer Werner : Security Ehemann
- Susanne Brandes : Security Ehefrau
- Olaf Burmeister : Personalchef Bewerbungsbüro
- Waléra Kanischtscheff : Junger Russe (comme Walèra Kanischtscheff)
- Alexandre Levit : Älterer Russe (comme Alexander Levit)
- Hartmut Schulz : Barfly
- Benjamin Succow : Mucker beim Billard
- Gregor Wundel : Mucker beim Billard
- Rainer Koschorz : Gast bei Kollath
- Tomas Jester : Maskierter Mann
- Isabel Hindersin : Ehefrau I Bank
- Detlef Heintze : Ehemann I Bank
- Christine Zart : Mitarbeiterin I Bank
- Lisa Jopt : Kellnerin I Café
- Spike : Putin